# 国鉄タム9800形貨車
国鉄タム9800形貨車（こくてつタム9800がたかしゃ）は、かつて日本国有鉄道（国鉄）及び1987年（昭和62年）4月の国鉄分割民営化後は日本貨物鉄道（JR貨物）に在籍したタンク車（私有貨車）である。

## 概要
本形式は、アミノ酸専用の15t 積二軸ボギータンク車として1980年（昭和55年）10月8日に20両（タム9800 - タム9819）が日本車輌製造1社のみにて製作された。
本形式の他にアミノ酸のみを専用種別とする形式は他に例がなく唯一の存在である。
所有者は、日本陸運産業（現在の日陸）の1社のみであり、その常備駅は京葉臨海鉄道臨海本線の北袖駅である。
1986年（昭和61年）ごろ5両（タム9800 - タム9804）の専用種別変更（アミノ酸→塩酸）が行われ、形式はタム9400形に編入（タム9405 - タム9409）された。
タンク体は普通鋼（一般構造用圧延鋼材）製で内面はゴムライニング施工された。
車体色は黒色、寸法関係は全長は9,300mm、全幅は2,600mm、全高は3,732mm、台車中心間距離は6,200mm、実容積は13.5m3、自重は14.5t、換算両数は積車3.0、空車1.4であり、台車はベッテンドルフ式のTR213Dであった。
1988年（昭和63年）4月26日に最後まで在籍した15両（タム9805 - タム9819）が廃車となり同時に形式消滅となった。